# O Tigre e o Dragão
O Tigre e o Dragão é a tradução que recebeu em português para o quarto romance de uma série de cinco livros do escritor chinês Wang Du Lu. Em inglês seu título é Crouching Tiger, Hidden Dragon (chinês tradicional: 臥虎藏龍, chinês simplificado: 卧虎藏龙, pinyin: Wò Hǔ Cáng Lóng).
A novela inspirou a criação de um filme dirigido por Ang Lee, uma série de televisão taiwanesa e de um manhua (história em quadrinhos chinesa), que receberam o mesmo título.

## A história
Mestre Yu, grande mestre do kung-fu, acidentalmente assassina um amigo num duelo. Após esse fato, ele se afasta do seu serviço de escoltas, cuidando de sua propriedade e de sua filha lady Yu, de 16 anos, que se revela grande lutadora de artes marciais.
Existem duas grandes escolas de kung-fu, uma, que vem do templo Shaolin, e foi ensinada pelo mestre Venerável mestre Damo, cujo foco é trabalhar com a força exterior, para possuir um corpo saudável, mas nunca para matar;a outra, que trabalha com a força interna CHI, que vem de WUDAN, criada pelo Mestre Zhang San Feng, num estilo muito mais poderoso e letal, seus praticantes precisam possuir não-agressividade, pureza de coração e jamais revelar os segrêdos do kung-fu de maneira inconsequente.
Li Mu Bai é discípulo da escola de Wudan, no primeiro livro ele encontra Lady Yu e vê que ela é a mulher ideal, logo ele terá que lutar para salvar a família Yu dos ataques dos filhos do amigo que grande Yu assassinou, e do genro deste amigo, chamado Lança Dourada, e descobrir o poder da espada chamada "Destino Verde".

## O manhua
O romance ganhou uma adaptação em 12 volumes por  Andy Seto publicada entre 2002 e 2005 pela editora HK Comics Limited de Hong Kong, o título vem de dois dos nomes dos personagens: Lo e Jen. O nome de Lo é Luo  Tsiao Huu. Hsiao Hu significa "pequeno tigre". O nome de Jen é Yu Jiao Long. Jiao Longo significa "dragão delicado".
Começou a ser publicado no Brasil em 2006, pela Editora Panini.
.